# Homoneura punctipennis
Homoneura punctipennis är en tvåvingeart som först beskrevs av Walker 1860.  Homoneura punctipennis ingår i släktet Homoneura och familjen lövflugor. Inga underarter finns listade i Catalogue of Life.